# Kosta Hristić
Pour les articles homonymes, voir Hristić.
Kosta Hristić (en serbe cyrillique : Коста Христић ; né le 10 avril 1852 à Belgrade - mort le 5 mars 1927 à Belgrade) était un juriste et un diplomate serbe. Il fut également ministre de la Justice.

## Biographie
Kosta Hristić est né à Belgrade. Son père Nikola Hristić (1818-1911) fut plusieurs fois président du conseil de la principauté de Serbie puis du royaume de Serbie. Sa mère Julijana appartenait à la famille Hadži-Jovanović et Kosta était par elle l'arrière-petit-fils de Toma Vučić Perišić, un héros du Premier et du Second soulèvement serbe contre les Ottomans.
À Belgrade, il suivit les cours de l'école primaire de Terazije, avec comme maître Paja Vekecki, puis il effectua ses études secondaires au Premier lycée de la capitale serbe. Il étudia ensuite le droit à la Haute école (en serbe : Velika škola), dont il sortit diplômé en 1867, puis partit se perfectionner dans cette discipline en Allemagne (Berlin, Heidelberg, 1872) et en France.
Kosta Hristić travailla pendant trois ans au tribunal de Valjevo puis il fut nommé au tribunal de Varoš à Belgrade. En 1883, il devint secrétaire de la légation serbe à Constantinople puis, en 1889 et 1890, consul général à Thessalonique ; il fut aussi chef de cabinet au ministère des Affaires étrangères en 1888 et 1894 et représentant du royaume de Serbie à Bucarest (1895), Rome (1899) et Vienne (1900-1903). De 1897 à 1899, il fut ministre de la Justice dans le gouvernement de Vladan Đorđević.
Kosta Hristić est mort le 5 mars 1927 et il est enterré dans l'allée des Grands du nouveau cimetière de Belgrade.

## Le lettré
Pour le Théâtre national de Belgrade, Kosta Hristić a traduit en serbe la comédie Le Fils de Cromwell du Français Eugène Scribe ; la pièce a connu sa première saison en 1869-1870 et a été jouée jusqu'en 1907.
Kosta Hristić a également écrit un livre de Mémoires intitulé Zapisi starog Beograđanina (Dossiers d'un vieux Belgradois), publié en deux volumes en 1923 et 1925. L'ouvrage est dédié à son père, Nikola Hristić.

## Famille
De son mariage avec Leposava (1859-1958), née Živadinović, Kosta Hristić a eu deux fils, l'académicien et compositeur Stevan Hristić (1885-1958) et le diplomate Boško Hristić (1889-1941), et une fille, Jelica, mariée avec le général Milutin Nedić.